# Lukas Haas

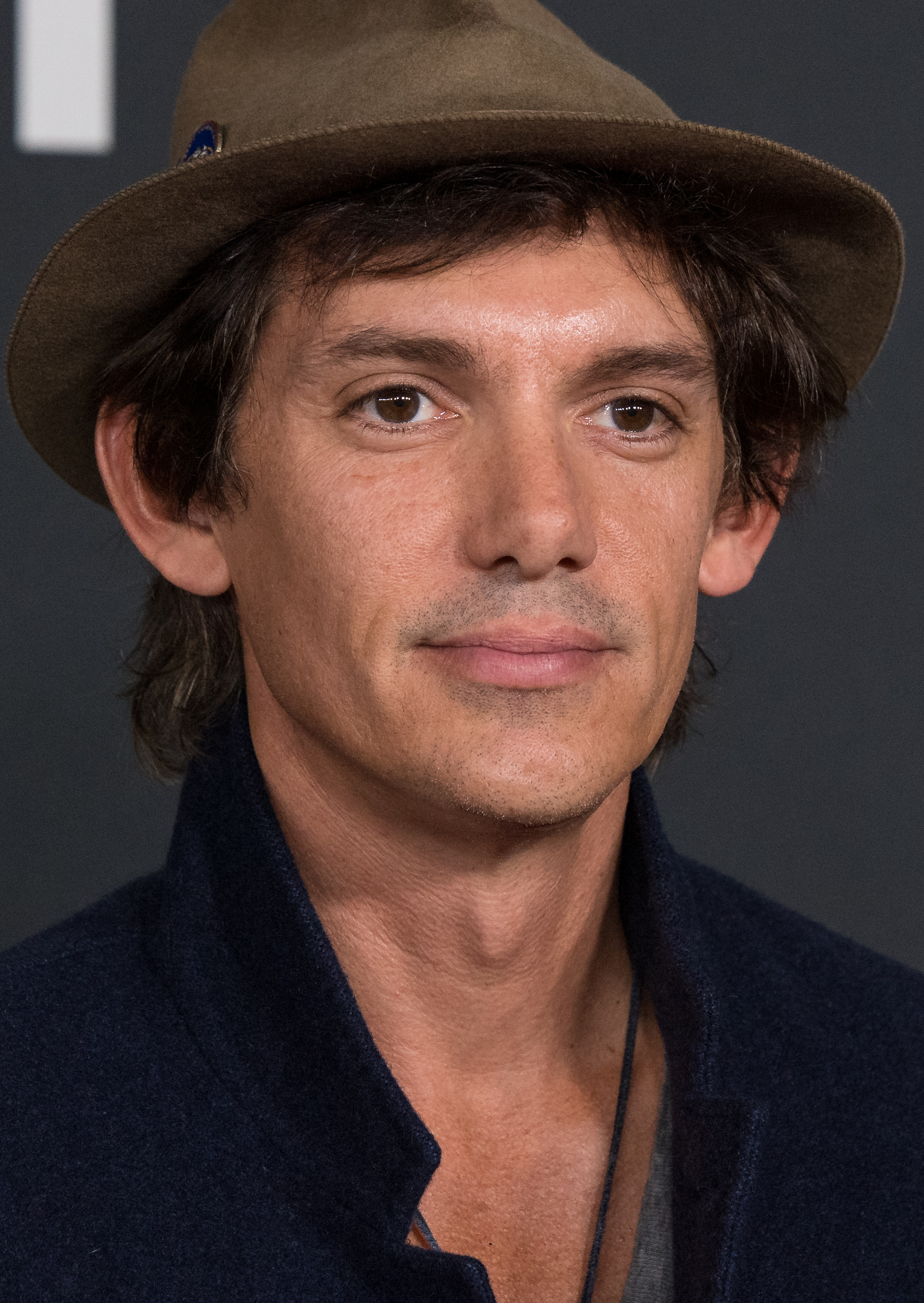
Lukas Haas bei der Premiere von Aufbruch zum Mond im Oktober 2018

Lukas Haas (* 16. April 1976 in West Hollywood, Kalifornien) ist ein US-amerikanischer Schauspieler.

## Leben und Werk
Haas, Sohn der texanischen Drehbuchautorin Emily Tracy und des deutschen Künstlers Berthold Haas, debütierte an der Seite von Jane Alexander und William Devane im Filmdrama Das letzte Testament (1983). Im Thriller Der einzige Zeuge (1985) spielte er den kleinen Jungen Samuel Lapp, der Zeuge eines Mordes wird und von John Book (Harrison Ford) beschützt wird. Für diese Rolle wurde er im Jahr 1986 erstmals für den Young Artist Award nominiert. 1989 gewann er den Award für seine Rollen in den Filmen A Place at the Table (1987) und Die phantastische Reise ins Jenseits (1988), für den zweiten Film wurde er außerdem 1990 für den Saturn Award nominiert.
Für seine Rolle im Thriller Music Box – Die ganze Wahrheit (1989) von Costa-Gavras, in dem Haas neben Jessica Lange spielte, wurde er 1990 erneut für den Young Artist Award nominiert. Eine weitere Nominierung für diesen Preis erfolgte für die Rolle im Filmdrama Die Lust der schönen Rose (1991), in dem er an der Seite von Laura Dern, Robert Duvall und Diane Ladd auftrat. Für die Rolle im Fernsehfilm Im Schatten des Todes (1991) gewann er den Young Artist Award erneut.
Haas spielte in der Komödie Der Schein-Heilige (1992) die Rolle des behinderten Boyd, den der Wunderheiler Jonas Nightengale (Steve Martin) heilen konnte. Für die Rolle in der Komödie Mars Attacks! (1996) wurde Haas im Jahr 1997 für den Saturn Award nominiert. Im Jahr 1999 erhielt er als „zukünftiger Star“ den President Award beim Ft. Lauderdale International Film Festival.

## Filmografie (Auswahl)
- 1983: Das letzte Testament (Testament)
- 1985: Unglaubliche Geschichten (Amazing Stories, Fernsehserie)
- 1985: Der einzige Zeuge (Witness)
- 1986: Solarfighters (Solarbabies)
- 1987: A Place at the Table (Fernsehfilm)
- 1988: Der Hexenmeister (The Wizard of Loneliness)
- 1988: Die phantastische Reise ins Jenseits (Lady in White)
- 1989: Music Box – Die ganze Wahrheit (Music Box)
- 1989: Zweites Glück (See You in the Morning)
- 1989: The Ryan White Story (Fernsehfilm)
- 1991: Im Schatten des Todes (The Perfect Tribute, Fernsehfilm)
- 1991: Die Lust der schönen Rose (Rambling Rose)
- 1992: Verdammte des Südens (Convicts)
- 1992: Der Schein-Heilige (Leap of Faith)
- 1992: Alan & Naomi
- 1996: Johns
- 1996: Alle sagen: I love you (Everyone Says I Love You)
- 1996: Mars Attacks!
- 1996: Run Off (Boys)
- 1999: Breakfast of Champions – Frühstück für Helden (Breakfast of Champions)
- 2001: Zoolander
- 2002: Long Time Dead
- 2003: Bookies
- 2005: Last Days
- 2005: Brick
- 2005: Criminal Minds (Fernsehserie, 2 Episoden)
- 2006: Alpha Dog – Tödliche Freundschaften (Alpha Dog)
- 2006: President Evil (The Tripper)
- 2006: Material Girls
- 2008: While She Was Out
- 2010: Inception
- 2011: Red Riding Hood – Unter dem Wolfsmond (Red Riding Hood)
- 2012: Contraband
- 2013: Jobs
- 2013: Touch (Fernsehserie, 13 Episoden)
- 2013: Meth Head
- 2014: Transcendence
- 2015: The Revenant – Der Rückkehrer (The Revenant)
- 2016: Dark was the Night
- 2018: Aufbruch zum Mond (First Man)
- 2018: Widows – Tödliche Witwen (Widows)
- 2020: The Violent Heart
- 2021: Midnight in the Switchgrass – Auf der Spur des Killers (Midnight in the Switchgrass)
- 2022: Babylon – Rausch der Ekstase (Babylon)
- 2024: Cash Out